# Günter Malchow
Günter Malchow (* 9. Oktober 1955 in Coesfeld) ist ein deutscher Künstler (Malerei, Rauminstallationen, Glasarbeiten, Möbel).

## Leben und Werk
Günter Malchow studierte von 1975 bis 1976 an der Kunstakademie Düsseldorf. Zwischen 1976 und 1979 machte er eine Ausbildung zum Kriminalkommissar und studierte dafür an der FHÖV in Dortmund. 1983 nahm er sein Studium der Malerei bei Peter Kleemann und Konrad Klapheck wieder auf. Bei Klapheck wurde er Meisterschüler und schloss sein Studium 1987 ab.
Malchow realisierte neben der Malerei seit 1998 auch einige Arbeiten im Bereich Kunst am Bau. Seit 2009 ist eine Glasgestaltung im Haupteingang des St. Franziskus-Hospital Münster zu sehen.

## Zitate zum Werk von Günter Malchow
„Günter Malchows Bilder verwahren kein Geheimnis, das es in den Strukturen und Mustern erst noch zu entdecken gäbe. Es waltet ein malerischer Rationalismus, der die Farben ordnet und dabei keine Zeichen setzt. Die Ordnungsgesetze kennen wir nicht oder noch nicht, aber zur Ordnung gehört ganz augenscheinlich, dass aller Sinn, alle Bedeutung an der sichtbaren Oberfläche der Bilder spielt. Und wenn die Ausstellung »Mit Farbe Bilder bauen« heißt, dann meint das auch, dass sich ganz ohne Spekulation beschreiben lässt, was sich auf der Sehbenutzer-Oberfläche tut.Tatsächlich lassen sich Schritt für Schritt die einzelnen Bild-Bau-Maßnahmen nachvollziehen und die zugrunde liegenden Bild-Baupläne studieren. (...) Einer wie Günter Malchow kann nicht einfach sagen, ich mal jetzt mal – und schwingt den Pinsel, bis er ihm aus dem entkräfteten Arm fällt. Solche Bilder brauchen ihre Vorbereitung, ihre Anlage, ihren Entwurf, an den sie sich halten oder auch nicht (...). Aber spontan können sie schwerlich entstanden sein. Spontan war vielleicht der Entschluss zu einem Bild, der Einfall für ein Bild. Aber die Ausführung ist ohne Verabredung – ohne Ausführungsbestimmung nicht recht denkbar.“

„Malchow hat in seinen Werken mehrere gattungsbestimmende Eigenschaften gleichzeitig assimiliert. Es sind Kunstwerke, die in eins die Zweidimensionalität des Zeichnerischen, die Planimetrie des Malerischen, und die Dreidimensionalität des Plastischen reflektieren und zu einer harmonisierenden, jedoch spannungsbeladenen Einheit zusammenführen.“

„Jede Begegnung mit Werken dieses Künstlers gleicht einer Verortung, bei der man das Bezugssystem nicht nur anschauen, sondern selbst erleben, ja vollziehen kann. Man macht Bekanntschaft mit Bildern und Objekten eines Malers, für den Struktur und Fläche, Farbe und Raum die grundlegenden Erfahrungsfelder in der Wirklichkeit und damit auch die wesentlichen Komponenten seiner Kunst sind. Günter Malchow gehört zweifellos zu den interessantesten Vertretern der vom Konstruktivismus ausgehenden Kunst in der aktuellen Szene.“

„Der Farbauftrag lohnt das genaue Hinsehen: wie auf jedes Detail einer solch reduzierten Kunst. Hier sind es Valeurs, die entstehen, wenn verschiedene hoch verdünnte Farben mehrmals mit einem breiten Flachpinsel aufgetragen werden. Innerhalb der Streifen entstehen neue, weniger geometrisch exakte Lineaturen. Solche Streifen wechseln ab mit dunklen oder helldeckenden monochromen Streifen. Die Muster entstehen im Wechsel des Auftrags immer in streng waagerechter bzw. senkrechter Form.“

„Die Geometrie, die Malchows Kunst zu Grunde liegt, ist der Ausdruck menschlichen Gestaltungswillens. Der Künstler feiert in seinen Gemälden den Menschen als Konstrukteur und als Baumeister. Nicht von ungefähr wird immer wieder in den Würdigungen seiner Kunst die Nähe zur Architektur hervorgehoben (...). Hier äußert sich also einer mit seiner Kunst, der diese Möglichkeit in einem krassen Gegensatz zur Gestaltung nach den Regeln der Natur sieht. Malchow überhöht in seinen Gemälden in kühner Konfrontation zu allen runden, weichen, natürlich gewachsenen und organischen Formen den mathematischen und geometrischen Geist des homo faber, der sich die Welt Untertan machen und diese nach seinem Willen gestalten will. Der Mensch erlebt sich als Baumeister. Die architektonischen Dimensionen der Arbeiten sind die kongeniale Visualisierung dieser mächtigen Triebfeder. Ihr Bauplan ist lesbar wie eine Architekturzeichnung.“

## Ausstellungen (Auswahl)

### Einzelausstellungen
- 1983: Bilder 1978–1983, Billerbeck, Kulturzentrum des Kreises Coesfeld[9]
- 1985: Station to Station, Museum Abtei Liesborn, Liesborn
- 1988: Neue Stadtansichten, Münster
- 1989: Düsseldorf KunstAchse, Sundern[10]
- 1995: Streifzüge im Gleichgewicht, Dortmunder Kunstverein, Dortmund[11]
- 2001: Galerie Wolf, Steinbach am Attersee, Österreich
- 2002: umformt gesetzt – gemalt verbunden, Kunstverein Münsterland, Coesfeld
- 2003: Dialog, Museum Wilhelmsburg, Schmalkalden
- 2005: Ex-zentrische Farbräume, Galerie Claus Steinrötter, Münster
- 2006: Wandobjekte und weitere Arbeiten auf Papier, Galerie im Kameralamt, Waiblingen
- 2007: Strukturale Konstruktion / Fläche – Form – Raum, Fritz-Winter-Haus, Ahlen
- 2007: Züge und Felder, Kunstverein Steinfurt, Burgsteinfurt[12]
- 2008:  Von der Lust Streifen zu malen, Katholische Akademie Franz-Hitze-Haus, Münster[13]
- 2009: Im Wandel der Wirklichkeit, Museum Abtei Liesborn, Liesborn und Richard Haizmann Museum, Niebüll[14]
- 2015: Connected – Mit Farbe Bilder bauen, Katholische Akademie der Erzdiözese Freiburg, Freiburg[15]
- 2018:  Konstruktiv.Räumlich.Konkret. Hans Christian Krass (Fotografie), Günter Malchow (Malerei), Katholische Akademie Franz-Hitze-Haus, Münster[16]

### Gruppenausstellungen
- 2001: Noch mehr Knöpfe für Lüdenscheid, Städtische Galerie Lüdenscheid, Lüdenscheid
- 2004: Hier und Jetzt, Gustav-Lübcke-Museum, Hamm
- 2009: Vidriera contemporánea de la colección derix glasstudio, Museo de arte contemporáneo en vidrio de Alcorcón, Madrid[17]
- 2012: Private Kunstsammlungen Münster – Directors Choice, Kunsthalle Münster, Münster[18]
- 2015: Zeitgenössische Kunst zur Bibel, Akademie Franz Hitze Haus, Münster[19]
- 2018: Konzentration, Galerie Hachmeister, Münster[20]
- 2020: Das kleine Format, KunstProjekte, Mannheim[21]